# Hámán Kató
Hámán Kató, férjezett nevén Tóth Györgyné (Kompolt, 1884. december 2. – Budapest, 1936. augusztus 31.) magyar kommunista politikus, az illegális KMP egyik kiemelkedő aktivistája, eszperantista.

## Élete
Hámán János és Stáhl Erzsébet lánya. Eleinte a MÁV tulajdonában álló Nyugati pályaudvar pénztárosaként, később egy vegyipari szakszervezet vezetőjeként dolgozott. Először egy segédmunkás szövetségben, majd 1918-tól a Vasutas Szövetségben kezdte meg munkásmozgalmi tevékenységét. 1919-ben tanult meg eszperantóul, aktív eszperantistaként a Magyarországi Eszperantista Munkások Egyesületében vezetett nyelvtanfolyamot, a Budapest II. kerülete eszperantó csoportjának vezetőségi tagja volt. 1924-ben Budapesten házasságot kötött Tóth György magánhivatalnokkal.
A Tanácsköztársaság alatt a IX. kerületi Munkástanács tagja volt, majd 1923-tól az illegális Kommunisták Magyarországi Pártja egyik szervezője, 1925-től a Magyarországi Szocialista Munkáspárt (MSzMP) vezetőségének tagja, majd a Magyarországi Vörös Segély egyik vezetője volt. 1925-ben az első Rákosi-per egyik vádlottja volt, 1931-ben budatétényi házában letartóztatták. Kiszabadulása után még többször került börtönbe politikai nézetei miatt, utoljára 1934-ben. 1936 nyarán került szabadlábra, de a börtönben szerzett betegségében augusztusban meghalt. Más források szerint halálra kínozták.
A Fiumei úti sírkertben a Munkásmozgalmi Panteon földszinti termének felső sorában kapott díszsírhelyet.

## Emlékezete

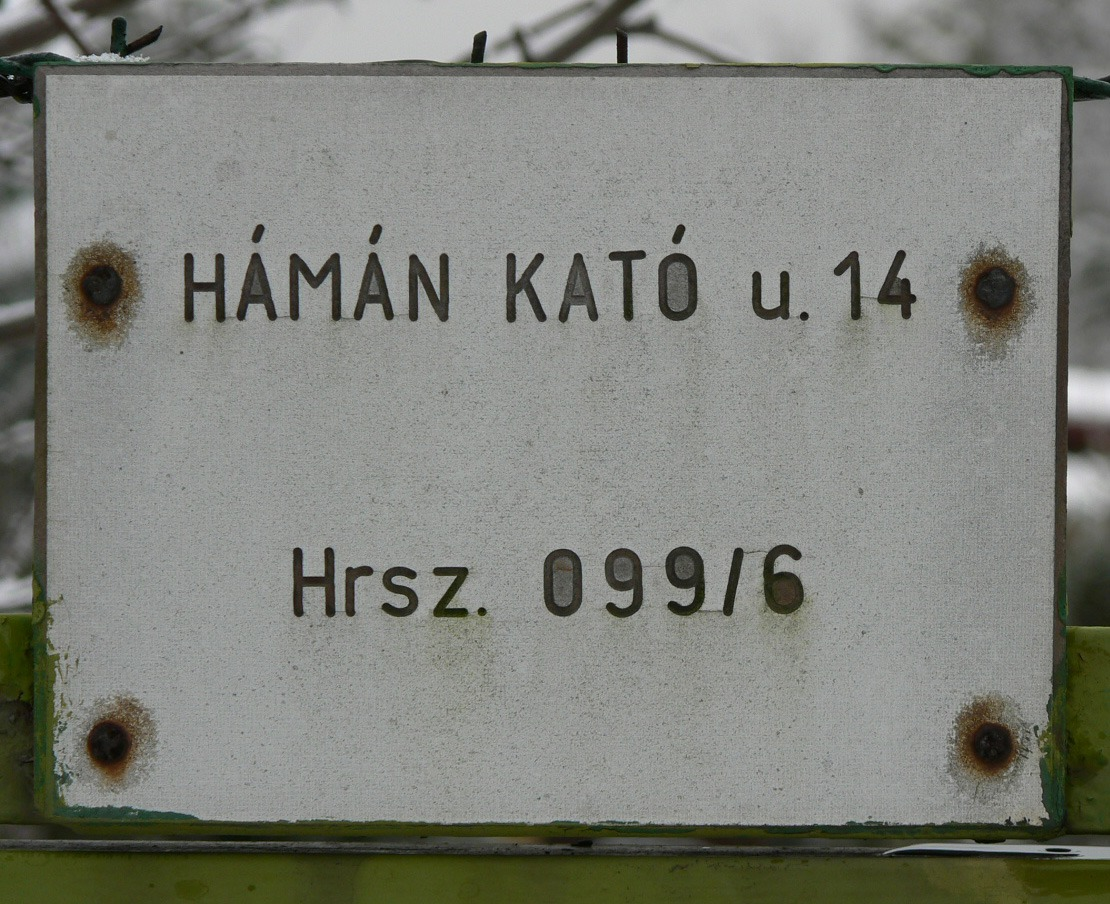
Egy róla elnevezett utca egyik házának címtáblája, amely túlélte az utcanév 1990-es visszaváltoztatását

- Magyarországon az 1950-es években több utcát és teret, a MÁV Nyugati Pályaudvar Fűtőházát (Hámán Kató Fűtőház) és középiskolát (Hámán Kató Leánygimnázium) neveztek el róla. Ezek nagy részét később átnevezték.
- 1960-ban a Magyar Posta Arcképek II. sorozatának első bélyegén ő szerepel.
- Szülőházán és 1919-től 1931-ig lakott budatétényi házán emléktáblát állítottak.

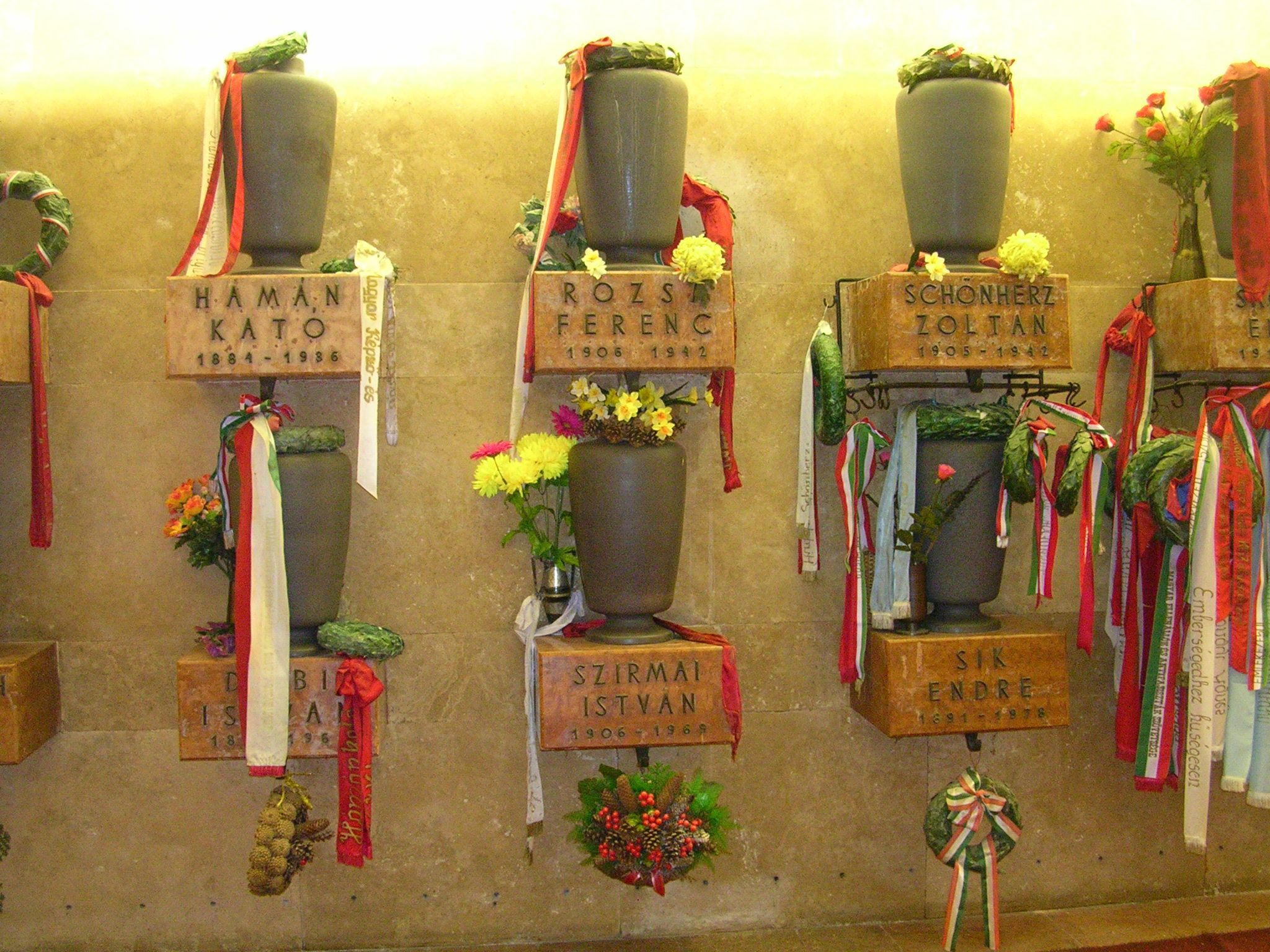
Urnája a Fiumei úti sírkert Munkásmozgalmi Panteonában, Földszinti terem, Felső sor-7)